# Daniel I van Kongo
Daniel I Miala mia Nzimbwila was Mwene Kongo van het Koninkrijk Kongo tijdens de Kongolese Burgeroorlog. Hij regeerde van 1674 tot 1678.

## Heerschapij
Daniel I regeerde vanuit São Salvador als vertegenwoordiger van het huis Kimpanzu. Hij volgde Afonso III, de markies van Nkondo, op en vestigde zich als heerser over het verdeelde koninkrijk. Gedurende vier jaar behield hij de controle over de hoofdstad, totdat Pedro III, de troonpretendent van het huis Kinlaza, een gewelddadige poging ondernam om de stad te heroveren. Sinds zijn afzetting door Soyo in 1669 had Pedro III zich teruggetrokken in de bergvesting Lemba, een bolwerk van de Kinlaza-factie.
In 1678 marcheerde Pedro III met een leger van Jaga-huurlingen richting São Salvador. De daaropvolgende slag, bekend geworden als de Plundering van São Salvador, leidde tot de dood van koning Daniel I en de vrijwel volledige verwoesting van de hoofdstad. Deze catastrofale gebeurtenis betekende het effectieve einde van de centrale staatsstructuur van het Koninkrijk Kongo: gedurende meer dan twintig jaar bestond het rijk feitelijk niet meer als een eenheid, maar werd het verdeeld in drie rivaliserende regio’s, elk bestuurd door troonpretendenten van de drie koninklijke huizen.
Na de dood van Daniel I nam zijn broer Manuel II het leiderschap op zich als heerser over het Kimpanzu-gebied van Mbamba Lovata.